# Physalis
Physalis és un gènere de plantes solanàcies natives de climes temperats càlids i subtropicals. Aquest gènere es caracteritza pel seu petit fruit similar a un petit tomàquet però parcialment embolicat per una closca papiràcia derivada del calze.

## Etimologia
El nom del gènere deriva de la paraula grega φυσαλλίς [phusallis] = bufeta; en al·lusió al calze, acrescent, de les plantes d'aquest gènere.

## Algunes espècies
- Physalis acutifolia (Miers) Sandw.

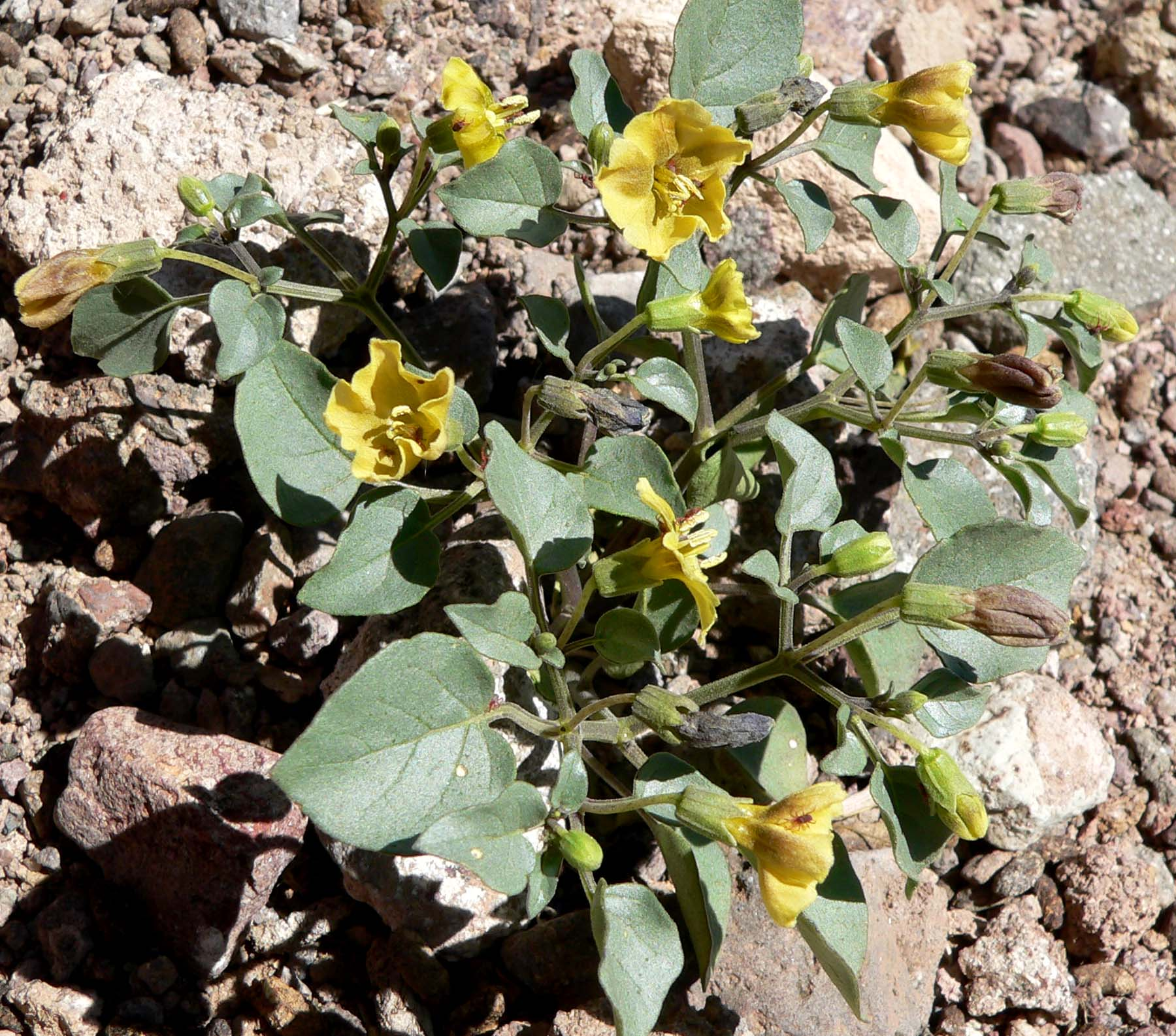
Physalis crassifolia

- Physalis alkekengi L. - Alicàcabi, alquequenge[3]
- Physalis angulata L. - Camambú
- Physalis angustifolia Nutt.
- Physalis arenicola Kearney
- Physalis carpenteri Riddell ex Rydb.
- Physalis caudella Standl.
- Physalis cinerascens (Dunal) A.S. Hitchc.
- Physalis clarionensis
- Physalis cordata Mill.
- Physalis coztomatl Moc. & Sessé ex Dunal
- Physalis crassifolia Benth.
- Physalis foetens Poir.
- Physalis grisea (Waterfall) Martínez
- Physalis hederifolia A.Gray
- Physalis heterophylla Nees
- Physalis hispida (Waterfall) Cronq.
- Physalis latiphysa Waterfall
- Physalis longifolia Nutt.
- Physalis mimulus
- Physalis minima L.
- Physalis missouriensis Mackenzie & Bush
- Physalis mollis Nutt.
- Physalis noronhae
- Physalis peruviana L. - Alicàcabi peruà, alquequenge peruà
- Physalis philadelphica Lam. (= P. ixocarpa)

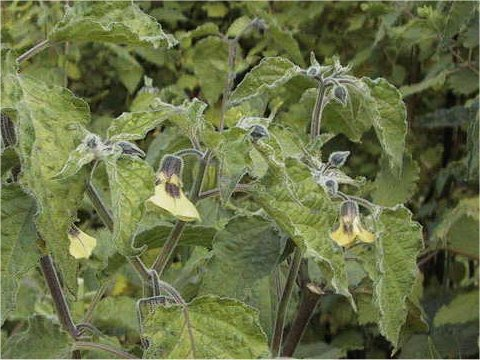
Physalis pruinosa

- Physalis pruinosa L. - Alicàcabi pruïnós, alquequenge pruïnós
- Physalis pubescens L.
- Physalis pumila Nutt.
- Physalis subglabrata Mack. & Bush
- Physalis subulata Rydb.
- Physalis turbinata Medik.
- Physalis virginiana Mill.
- Physalis viscosa L. - Alicàcabi viscós, alquequenge viscós
- Physalis walteri Nutt.

### Anteriorment ubicats aquí
- Deprea orinocensis (Kunth) Raf. (com P. orinocensis Kunth)
- Leucophysalis grandiflora (Hook.) Rydb. (com P. grandiflora Hook.)
- Quincula lobata (Torr.) Raf. (com P. lobata Torr.)[1]
- Salpichroa origanifolia (Lam.) Baill. (com P. origanifolia Lam.)
- Withania somnifera (L.) Dunal (as P. somnifera L.)[1]